# Долматово (Костромская область)
Долма́тово — деревня в Расловском сельском поселении Судиславского района Костромской области России.
Ранее входила в состав Долматовского сельского поселения.

## История
По данным археологической разведки 1990 года поселение существует с XII века. Согласно опубликованному в 1895 году в Петербурге потомком первых владельцев усадьбы председателем Государственного совета России А. Куломзиным «Долматовскому архиву» усадьба известна с XVI века.
Известно, что в 1625 году за участие в обороне Москвы от поляков село Долматово с деревнями Анисимово, Осташково, Косково, Мирское, Юрново, Слободка получил галичский боярский сын Фёдор Фёдорович Головцын. Долматово стало родовой усадьбой Головцыных. Часть имения Головцын дал в приданое своей дочери Анне Фёдоровне, когда она выходила замуж за флота поручика Алексея Петровича Титова. Сам Титов также отдал имение в приданое дочерям, одна из которых, Елена, вышла замуж за И. С. Опурина.
Когда дочери Опурина выходили замуж — одна из них за князя П. С. Мещерского, капитана Пермского пехотного полка, а вторая, Екатерина Ивановна, за Н. В. Ермолова, служившего в Костроме в уголовном суде, Долматово и деревни перешли к Мещерскому и Ермолову. От Н. В. Ермолова Долматово перешло к его сыну Н. Н. Ермолову, троюродному брату Алексея Петровича Ермолова.
С 1798 года по 1801 год Алексей Ермолов отбывал ссылку в Костроме и неоднократно бывал в Долматово у своих родственников. Под руководством местного дьячка Ермолов изучил латынь и философию римлян. После знакомства с костромским монахом Авелем у Ермолова навсегда сохранился интерес к мистике и вера в своё предназначение. Здесь он пережил свою самую яркую любовь к княгине Мещерской, сестре владелицы усадьбы. Жениться на Мещерской Ермолов не мог, так как она была замужем. Муж Мещерской был военным, в имение не приезжал, детей у Мещерских не было. После смерти князя Мещерского его жена Долматово не покидала, выстроила себе отдельный ампирный каменный дом, который ныне стоит в руинах. На месте огромного дворца XVIII века в Долматово Ермоловы построили дом поскромнее, который сохранился до сих пор.
В начале XX века в усадьбе жил писатель-дворянин Смирнов. Он описал быт усадьбы и местных жителей. После революции в усадьбе жил выпускник Петербургского университета Прибыльский. Он написал труд «Тысячелетняя тишь» с описанием местных дворянских усадеб и их обитателей, сёл и деревень. Труд Прибыльского опубликован лишь в 1997 г.
Последние 20 лет усадьбой владел герольдмейстер Костромского дворянского собрания. Ему принадлежало 3 гектара из 10 прудово-паркового ансамбля, устроенного Ермоловым и княгиней Мещерской в пору их яркой любви.

## Современное состояние
В 2013 году закончена реставрация фундаментов, фасадов, кровли, деревянного ампирного крыльца жилого дома Ермоловых. При реставрации выяснилось, что часть фундамента выложена из кирпича XVII века, частью XVIII века. Однако этот материал фундамента уходит на большую глубину и составляет только часть фундамента. Остальной фундамент выложен кирпичом первой половины XIX века. На глубине 1,5 метра возле главного фасада обнаружен фрагмент крупного чугунного герба XVIII века, некогда украшавшего усадебное здание. Обнаружены фрагменты изразцов XVII—XIX веков. Сохранилась усадебная картина 1837 года с изображением хозяина на берегу пруда в прибрежной части парка. Она стала образцом для воссоздания ландшафта парка образца конца XVIII, начала XIX века. Каменное ампирное здание, построенное в 1837 году княгиней Мещерской, находится в руинированном состоянии. Сохранилась деревянная конюшня 1913 года, 2 деревянных хозяйственных постройки. Резной деревянный флигель, в котором после 1917 года жили Ермоловы, разобран в начале XXI века на дрова. Современное состояние сохранившегося господского дома Ермоловых можно посмотреть на видео «Старинная усадьба Долматово», «Усадьба Долматово А. П. Ермолова» (автор Ю. Смирнов), «Рождество в собственной усадьбе с домовым» (автор ТВ 1) на YouTube, а также на фото, опубликованных в Интернете.
Садово-парковый ансамбль усадьбы превратился в «островок безопасности» для животных и растений, сливаясь далее с заповедником по одомашниванию лосей. 3 га его находятся за оградой нынешнего владельца сохранившегося усадебного дома Ермоловых. Большая часть парка с круглым по форме каналом и островом внутри него на противоположной стороне реки Покши заросла мелким лесом, в основном ольхой, и числится в собственности государства как лес. Сохранились обустроенный родник с водой, несколько небольших декоративных прудов с каналами, редкой красоты луга. Общая площадь паркового ансамбля до 1917 года составляла не менее 20 га.

## Население
| 2008 | 2010 | 2014 |
| ---- | ---- | ---- |
| 15   | ↘12  | ↘11  |